# 薩拉戰役 (1939年)

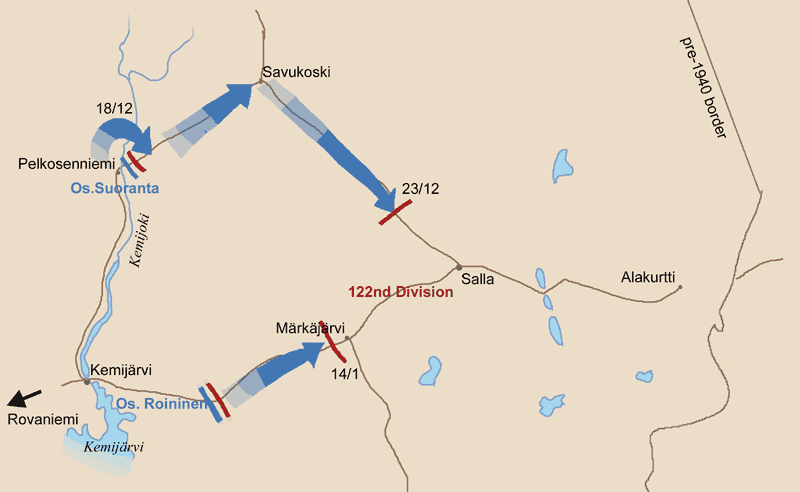
芬蘭的反擊與蘇聯的防線

薩拉戰役（1939年）是芬蘭和蘇聯在冬季戰爭的一場戰役，爆發於芬兰北部的薩拉附近。蘇軍計畫穿過薩拉推進到凱米耶爾維和索丹屈莱，並在兩個禮拜內從那兩處再推進到羅瓦涅米。緊接著，他們將從羅瓦涅米再推進到托爾尼奧，並將芬蘭軍隊切成兩段。而芬軍則設法阻擋蘇軍推進到凱米耶爾維。在1940年戰役中的最後幾天，芬蘭軍換成了由瑞典、挪威及丹麥志願軍組成的瑞典志願軍。

## 戰鬥序列

### 芬蘭
在戰爭得一開始，負責防守此地的芬蘭軍很少。第17獨立營（ Er.P 17 ）或“薩拉營”在戰前被動員。其成員主要來自邊防衛隊。這些芬蘭軍隊是拉普蘭團的一部份。該團是由少將库尔特·马尔蒂·瓦伦纽斯指挥。

### 蘇聯
蘇軍派出兩個師進行攻擊：第122師和第88師。